# كريستينا مكهيل
كريستينا مكهيل (بالإنجليزية: Christina McHale) مواليد 11 مايو 1992 في نيو جيرسي، الولايات المتحدة، هي لاعبة كرة مضرب أمريكية سابقة بدأت مسيرتها كمحترفة سنة 2010 وكانت تلعب باليد اليمنى. كما أنها إحدى بطلات الجراند سلام. أعلى تصنيف لها في الفردي كان المركز الـ 24 في سنة 2012. سبق أن شاركت في دورة الألعاب الأولمبية الصيفية.

## الخط الزمني للأداء
مفتاح
| ف | ن | ن.ن | ر.ن | د# | د.م | ل | أ.أ | ت | غ | ب | ف | ذ | م.خ | ل.ت |

(ف) فاز بالبطولة (ن) وصل النهائي (ن.ن) نصف النهائي (ر.ن) ربع النهائي (د#) الأدوار الأربعة الأولى (د.م) دور المجموعات (ل) شارك في كأس ديفيز (أ.أ) خرج من الأدوار الاولى (ت) خسر التصفيات التأهيلية (غ) غاب عن الحدث أو البطولة (ب) حصل على ميدالية برونزية (ف) حصل على ميدالية فضية (ذ) حصل على ميدالية ذهبية (م.خ) بطولة الماسترز خُفضت إلى مرتبة أقل (ل.ت) البطولة لم تعقد في السنة المعينة.
لتجنب الارتباك وازدواجية الحساب، يتم تحديث هذه المعلومات إما في نهاية البطولة، أو عندما تكون مشاركة اللاعب في البطولة قد انتهت.

### الفردي
| الدورة                        | 2009 | 2010 | 2011 | 2012 | 2013 | 2014 | 2015 | 2016 | م.ف    | ف-خ   |
| ----------------------------- | ---- | ---- | ---- | ---- | ---- | ---- | ---- | ---- | ------ | ----- |
| بطولة أستراليا المفتوحة للتنس | د1   | ت    | د1   | د3   | د1   | د2   | د2   | د1   | 0 / 7  | 4–7   |
| دورة رولان غاروس الدولية      | غ    | د1   | د1   | د3   | د1   | د1   | د1   |      | 0 / 6  | 2–6   |
| بطولة ويمبلدون                | غ    | غ    | د2   | د3   | د2   | د1   | د2   |      | 0 / 5  | 5–5   |
| أمريكا المفتوحة               | د2   | د1   | د3   | د1   | د3   | د2   | د1   |      | 0 / 7  | 6–7   |
| فوز-خسارة                     | 1–2  | 0–2  | 3–4  | 6–4  | 3–4  | 2–4  | 2–4  | 0–1  | 0 / 24 | 17–24 |

## روابط خارجية
- كريستينا مكهيل على موقع رابطة محترفات التنس (الإنجليزية)
- كريستينا مكهيل على موقع الاتحاد الدولي لكرة المضرب (الإنجليزية)
- كريستينا مكهيل على موقع كأس بيلي جين كينغ (الإنجليزية)
- كريستينا مكهيل على موقع خلاصة التنس.كوم (الإنجليزية)
- كريستينا مكهيل على موقع إي إس بي إن.كوم (الإنجليزية)
- كريستينا مكهيل على موقع أوليمبيديا (الإنجليزية)